# Conférence Forder
Pour les articles homonymes, voir Forder.
La conférence Forder (Forder Lectureship) est une distinction mathématique créée en 1986 conjointement par la London Mathematical Society et la Société mathématique de Nouvelle-Zélande en l'honneur du mathématicien Henry Forder (1889–1981).
La conférence est attribuée tous les deux ans à un mathématicien britannique, membre de la London Mathematical Society et résident au Royaume-Uni, qui est alors invité par les deux Sociétés à donner des conférences dans la plupart des universités de Nouvelle-Zélande durant quatre semaines. En 2009, les deux sociétés créent la conférence Aitken pour un mathématicien néo-zélandais invités dans des universités britanniques.

## Lauréats
- 1987 : Christopher Zeeman
- 1989 : Michael Atiyah
- 1991 : Peter Whittle
- 1993 : Roger Penrose
- 1995 : Elmer Rees
- 1997 : Ian Stewart
- 1999 : Michael Berry
- 2001 : Thomas Körner
- 2003 : Caroline Series
- 2005 : Martin Bridson
- 2008 : Peter Cameron
- 2010 : Ben Green
- 2012 : Geoffrey Grimmett
- 2015 : Endre Süli
- 2016 : Julia Gog[2]
- 2018 : Valerie Isham
- 2020 : Julia Wolf
- 2023 : Imre Leader